# Superwizja (film)
Superwizja – polski film science-fiction z 1990 roku w reżyserii Roberta Glińskiego, inspirowany dziełami Orwella i Huxleya. Tytułowa „Superwizja” to telewizyjny narkotyk, po zażyciu którego nikt nie chce wracać do rzeczywistości. Zdjęcia kręcono w Gdyni i w Warszawie.

## Obsada aktorska
- Jan Nowicki − Robert Moren
- Marzena Trybała − Anna, była żona Roberta
- Jerzy Bińczycki − Ryszard Edman, prezes „Superwizji”
- Jan Englert − Joachim
- Marian Opania − Kuba
- Bronisław Pawlik − profesor Keller
- Małgorzata Piorun(inne języki) − córka Kellera
- Joanna Żółkowska − Marta, współpracownica Kellera
- Teodor Gendera − barman
- Janusz Nowicki − Max, były szef kina
- Grzegorz Gierak − agent „Superwizji”
- Tadeusz Hanusek − mężczyzna w kapsule
- Maciej Kozłowski − agent „Superwizji”
- Andrzej Mastalerz − pracownik kina